# Kurtalan
Kurtalan (kurdisch Misirc) ist eine Stadtgemeinde (Belediye) und zugleich Verwaltungssitz des gleichnamigen Ilçe (Landkreises) der Provinz Siirt in der türkischen Region Südostanatolien (türk. Güneydoğu Anadolu). Kurtalan liegt etwa 30 Straßenkilometer (Luftlinie: 20 km) westlich von Siirt und ist Endpunkt einer Eisenbahnstrecke nach Diyarbakır.
Der Landkreis liegt im westlichen Teil der Provinz und grenzt an den Kreis Baykan im Norden, den zentralen Landkreis (Merkez) der Provinzhauptstadt im Osten und an den Kreis Eruh im Südosten. Die längste Grenze bildet im Westen die zur Provinz Batman. In Ost-West-Richtung wird der Kreis von der Fernstraße D 370 gequert.
Der Kreis (bzw. Kaza als Vorgänger) Garzan bestand schon bei Gründung der Türkischen Republik und hatte zur ersten Volkszählung 1927 in 84 Ortschaften 14.115 Einwohner, davon im Verwaltungssitz 1460.
Neben der Kreisstadt (zweitgrößte Stadt der Provinz) bestand Ende 2020 noch eine weitere Belediye (Gemeinde): Kayabağlar (5153 Einw.). Des Weiteren gehören noch 55 Dörfer (Köy) mit durchschnittlich 357 Bewohnern zum Landkreis. Bölüktepe (2502), Gözpınar (1603) und Tulumtaş (895 Einw.) sind die größten Dörfer. 19 Dörfer hatten mehr Einwohner als der Durchschnitt (357), Çattepe ist seit 2020 mit drei Einwohnern das kleinste Dorf der Provinz.

Nach dem zentralen Landkreis hat der Kreis die höchste Bevölkerungsdichte der Provinz 74,9 Einw. je km². Der Anteil der städtischen (urbanen) Bevölkerung beträgt 67,6 %.

## Geschichte
In Kurtalan befinden sich mit Bozhöyük und Çayırlı zwei alte Siedlungshügel aus der Kupfersteinzeit.
Obwohl die Geschichte der Region, die ehemals Garzan hieß, alt ist, ist die Stadt Kurtalan relativ jung. Das Dorf Misirc wurde am 1. Juni 1938 in Kurtalan umbenannt und der Hauptort des Landkreises wechselte von Zok zu Kurtalan. Gleichzeitig wurde Zok in Yanarsu umbenannt. Laut Stadtsiegel wurde Kurtalan 1945 zur Belediye erhoben.

## Verkehr
Seit 1944 verkehrt der Kurtalan Express zwischen Ankara und Siirt und macht Halt an 70 Stationen. Für diese Strecke benötigt er 23 Stunden. Auf den Logos bzw. Stadtsiegeln der Stadt und des Kreises Kurtalan ist jeweils eine Lokomotive des Expresses zu sehen.
Kurtalan Ekspres ist auch der Name einer 1971 gegründeten türkischen Rockband.

## Persönlichkeiten
- Rojda Aykoç (* 1978), Sängerin